# Мадрігаль-де-ла-Вера
Мадрігаль-де-ла-Вера (ісп. Madrigal de la Vera) — муніципалітет в Іспанії, у складі автономної спільноти Естремадура, у провінції Касерес. Населення — 1806 осіб (2010).
Муніципалітет розташований на відстані близько 140 км на захід від Мадрида, 110 км на північний схід від Касереса.

## Демографія
Динаміка населення (INE ):